# Megerlina natalensis
Megerlina natalensis är en armfotingsart som först beskrevs av Krauss 1843.  Megerlina natalensis ingår i släktet Megerlina och familjen Kraussinidae. Inga underarter finns listade i Catalogue of Life.